# Varlaam și Ioasaf

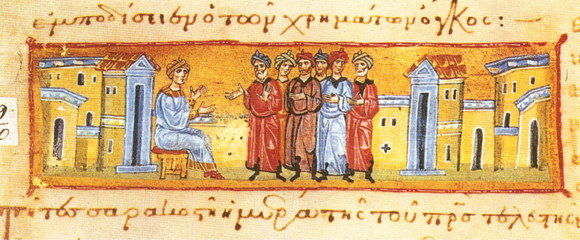
Sfântul Ioasaf predicând, scenă dintr-un manuscris grec din secolul al XII-lea

Varlaam și Ioasaf este o adaptare creștină a legendei lui Gautama Buddha, care devenise deja populară în maniheism și în islam, fiind pentru prima oară răspândită de texte maniheiste (fragmente din textele din Turfan / Sinkiang). Cronologia primelor versiuni creștine și relațiile de filiație dintre ele sunt încă subiecte controversate în cercetare. Printre primele versiuni s-a numărat eposul georgian Balavariani și o versiune în limba greacă care folosește pentru prima oară numele de Ioasaf, derivat din Iodasaf, care era o corupere a denumirii de Bûdâsaf. Drept Bûdâsaf era cunoscut Bodhisattva în lumea arabă.
Prima traducere în română a legendei Varlaam și Ioasaf a fost făcută de Udriște Năsturel în anul 1649.

## Legenda
Majoritatea izvoarelor istorisesc cum astrologii caldei îi prevestiseră regelui indian Avenir convertirea singurului fiu pe care-l va avea la creștinism. Noua religie era propovăduită în India de către apostolul Toma. Pentru a-și feri fiul, Ioasaf, de influențele creștine, Avenir l-a închis într-un palat minunat și s-a străduit să-l ferească a cunoaște durerea și moartea, înconjurându-l numai cu slugi tinere. Ca și Gautama Buddha, Ioasaf află însă până la urmă de suferințele muritorilor, întâlnind pe rând un bolnav de lepră, un orb, un bătrân și cortegiul care purta un mort. Tânărul cade de aceea pe gânduri și află de învățătura lui Hristos și deșertăciunile acestei lumi prin intermediul lui Varlaam, unul din mulții schimnici creștini care cutreierau India la vremea aceea. 
Bătrânul rege a făcut tot ce-i stătea în putință pentru a discredita creștinismul în ochii fiului său. De exemplu el i-a poruncit unui bătrân proroc, numit Nahor, să ia înfățișarea lui Varlaam și să se dezică în postura acestuia de creștinism. Legenda îl menționează și pe vrăjitorul Theudas, care dorise să-l seducă pe prinț amăgindu-l cu imaginea unor femei frumoase. Deoarece Ioasaf a rezistat acestor ispite, Avenir s-a hotărât să-i ofere întregul său regat pentru a-l corupe. Ajuns rege, Joasaf a dat însă poruncă să fie dărâmate toate sanctuarele păgâne și s-a dedicat operelor de binefacere. Chiar și Avenir s-a lăsat până la urmă convins de învățătura predicată de Varlaam, s-a convertit și și-a petrecut restul vieții ca anahoret în deșert. După un timp, Ioasaf a renunțat la coroană, preferând la rândul său să ducă o viață de pustnic. 
În manuscrisele medievale, această narațiune este deseori întreruptă de dialoguri și pilde. De exemplu, legenda conține o parabolă despre nimicnicia străduințelor omului pe această lume, în care un vânător urmărește un inorog și se prăbușește într-o prăpastie. El reușește să-și curme căderea ținându-se de un arbust, ale cărui rădăcini sunt roase de doi șoareci, unul alb și unul negru, simboluri ale zilelor și nopților prin care este drămuită existența umană. În fundul prăpastiei stă un balaur la pândă, dar omul este preocupat doar de mierea care se scurge dintr-o scorbură a arbustului.

## Manuscrise

### Versiunile în limba arabă
Versiunea originară a romanului Kitâb Bilawhar wa Bûdâsf a fost probabil așa-numita "versiune siriană" scrisă de o sectă de arabi ismailiți, în care prințul indian adoptă o religie monoteistă, însă nu explicit mahomedană, care este opusă cultelor idolatre reprezentate de anturajul tatălui lui Bûdâsf. Tradiția politeistă nu este însă dezavuată în măsura în care o vor face versiunile creștine.
Ediții
- Daniel Gimaret: Kitâb Bilawhar wa Bûdâsf (ediție critică), Beirut 1972 (= Recherches Publiées sous la direction de l'Institut de Lettres orientales de Beyrouth, N.S.A, Tome VI).
- Daniel Gimaret: Le Livre de Bilawhar et Bûdâsf selon la version arabe ismaélienne (introduction et traduction), Paris / Geneva 1971.

### Versiunea în limba georgiană
Eposul Balavarani, transmis printr-un manuscris din secolul al X-lea dar apărut probabil cu un secol înainte, are o deosebită valoare literară. Narațiunea sa are multe similiarități cu cea a versiunilor arabe și este de aceea considerată a fi prima prelucrare a temei în creștinism. În text sunt prezentate mai multe religii, dar superioritatea credinței creștine față de idolatria păgână este mereu evidențiată. Această versiune conține însă mai puține pasaje de doctrină creștină decât cele în limba greacă. Doar convertirea prințului numit aici Iodasaf se face cu ajutorul unor pilde și omilii. Accentul este pus aici pe milostenia lui Iodasaf, care-i determină pe oamenii de rând să adopte creștinismul.  
Ediție: The Balavariani (Barlaam and Josaphat): A Tale from the Christian East Translated from the Old Georgian, trad. de David Marshall Lang, introducere de Ilia V. Abuladze, Berkeley: University of California Press 1966.

### Versiuni în limba greacă
Probabil prima transmitere în limba greacă abundă de citate patristice, de exemplu din operele lui Grigore de Nazianz și, remarcabil de des, din cele ale lui Ioan Damaschinul (secolul al VIII-lea). În legendă este inclusă și o apologie scrisă de Aristide în secolul al II-lea. Versiunile care au circulat în Imperiul Bizantin în aproximativ 140 manuscrise sunt derivate dintr-un izvor datat în anul 1021. Cam 60% din manuscrise poartă lema unui călugăr Ioan din mănăstirea Sabas de la Ierusalim, care este de obicei identificat cu Ioan Damaschinul. Unii cercetători văd în forma de bază o traducere a eposului georgian Balavarani de către călugărul Eftimie din Atos, fiul ctitorului mănăstirii Ivirion, îmbogățită în limba greacă de citate și pilde din scrierile biblice și patristice. 
Față de versiunea georgiană, personajul Ioasaf se prezintă în versiunile bizantine mai militant în favoarea creștinismului. Distrugerea sanctuarelor păgâne apare ca motiv al legendei probabil datorită influenței exercitate de literatura patristică. Accentuată este și opera de misionare creștină. Altfel decât în versiunile în limbile arabă și georgiană, Varlaam este trimis de însuși Dumnezeu la palat, unde Avenir îl ținea pe Ioasaf departe de influența creștinismului, nu îl ferea numai de cunoașterea lumii. 
Ediții:  
- J.-P. Migne: Patrologia Graeca, 161 vol., Paris 1857-1866, vol. 96, p. 860-1240.
- G. R. Woodward, H. Mattingly (ed. și trad.): St. John Damascene: Barlaam and Ioasaph. English translation with side-by-side Greek text, Harvard University Press, Cambridge MA 1914 (v. traducerea în limba engleză Arhivat în 19 mai 2011, la Wayback Machine.).

### Versiuni în limba latină
Versiunile în limba latină se bazează pe versiunea greacă din 1021. Ele folosesc pentru Ioasaf numele Iosafat, purtat  de multe personaje biblice, mai ales de viță regală. 
- Prima traducere a fost făcută în anul 1048/49 de un occidental care trăise la Constantinopol. În prolog se pomenește originea anonimă a legendei.

Ediții: 
- Bibliotheca hagiographica Latina antiquae et mediae aetatis, ed. socii Bollandiani, 2 vol. Bruxelles 1898-1901; Suppl. editio altera ib. 1911, p. 979-982.
- J.-P. Migne: Patrologia Latina, 217 vol. u. 4 vol. registre, Paris 1878-1890, vol. 73, p. 443-606.

- Începând cu secolul al XII-lea se răspândesc și alte versiuni latine ale legendei. Cea mai frecventă dintre ele îl numește pe Ioan Damaschinul drept autor. Legăturile de filiație ale acestor versiuni, de multe ori corupte sau prescurtate, sunt foarte greu de reconstruit. Aceste versiuni stat la baza tuturor variantelor occidentale ale legendei.
- Dominicanul Vincentius Bellovacensis (Vincent de Beauvais, 1184/1194-1264) include narațiunea în enciclopedia sa Speculum maius, în cadrul primei secțiuni, Speculum naturale, atribuind-o lui Ioan Damaschinul[5].
- Dominicanul Jacob da Voragine (1230-1298) povestește pe scurt faptele lui Ioasaf și Varlaam în a sa Legenda aurea (1292-1298)[6].

Ediții: 
- Jacopo da Voragine: Legenda Aurea, ed. de Giovanni Paolo Maggioni, Florența 1998. (traducere în limba italiană)
- Jacobus de Voragine:  Legenda aurea, vulgo historia Lombardica dicta / ad optimorum librorum fidem rec. Th. Graesse, Wrocław 1890, reprint Melle 2003.

### Versiuni în limba franceză
În franceza vernaculară sunt cunoscute 34 manuscrise ale legendei. 
- Cea mai veche traducere din latină este probabil versiunea în versuri a lui Guy de Cambrai, din 1209/1220.
- Versiunea în provensala vernaculară este transmisă de manuscrisul fr. 1049 al Bibliotecii Naționale a Franței din Paris, scris la sfârșitul secolului al XIV-lea, probabil în Albi. Alte fragmente ale acestei versiuni sunt păstrate tot de B.N.F. în Paris[7].

### Versiuni în limba engleză
- Prima versiune anglo-normană a fost concepută cam pe la 1200 de un autor numit Chardry. Epopeea sa în versuri Josaphaz rezumă narațiunea transmisă în latină.

Ediție: Chardry Josaphaz, Set dormanz, und Petit plet ; Dichtungen in der anglo-normannischen Mundart des XIII. Jahrhunderts. Zum ersten Mal vollständig mit Einleitung, Anmerkungen, und Glossar, ed. de John Koch, Leipzig, 1879 (=Altfranzösische Bibliothek 1), reprint Wiesbaden 1968.
Primele versiuni în limba engleză sunt scrise în a doua jumătate a secolului al XIV-lea. Împreună cu traducerile din forma latină de bază se răspândesc și variante preluate din Legenda aurea, ca de exemplu în Vernon Golden Legend de pe la 1385 .
- MS Egerton 876 din British Museum, Londra.

Ediție: Keiko Ikegami: Barlaam and Josaphat : a transcription of MS Egerton 876 with notes, glossary, and comparative study of the Middle English and Japanese versions New York : AMS Press, 1999. ISBN 0-404-64161-X
- MS Peterhouse 257 al Universității din Cambridge.

Ediție: John C. Hirsh: Barlam and Iosaphat: a Middle English life of Buddha. Edited from MS Peterhouse 257, Londra / New York: Published for the Early English Text Society by the Oxford University Press, 1986. ISBN 0-197-22292-7

### Versiuni în limba germană
- Rudolf von Ems: Barlaam und Josaphat (ca. 1225), roman în 16244 versuri transmis în 46 manuscrise și fragmente. Rudolf von Ems a cunoscut legenda prin intermediul versiunii latine a abatelui cistercian Wido din Kappel am Albis (cantonul Zürich).

Ediție:  F. Pfeiffer: Barlaam und Josaphat, Leipzig 1843 (reprint 1965).

### Versiunea în limba română
- Udriște Năsturel: Traiul și viiața a preacuvioșilor părinților noștri a lui Varlaam și a lui Ioasaf (...) (1648), traducere din limba slavonă.

Ediții: 
- Udriște Năsturel: Traiul și viiața a preacuvioșilor părinților noștri a lui Varlaam și a lui Ioasaf (...), publ. de generalul P. V. Năsturel, București 1904.
- Em. Turdeanu: Varlaam și Ioasaf, București 1934.

## Reprezentările în artă
Primele ilustrații ale temei apar în secolul XI, în Cod. 42 al Mănăstirii Sfânta Cruce din Ierusalim. În cele cinci manuscrise grecești cu ilustrații nu apar însă scene care să stabilească o iconografie a legendei, ci pildele biblice care abundă în textul grec. Doar cel mai recent dintre ele, Par. gr. 1128 din secolul al XIV-lea, conține un ciclu al legendei despre Varlaam și Ioasaf. 
Una din primele reprezentări monumentale ale ciclului, afectată din păcate de restaurările secolului al XIX-lea, se întâlnește în cadrul ansamblului de pictură murală din secolul al XV-lea din naosul Bisericii Înălțării din incinta Mănăstirii Neamț.